# Horsemen
The Horsemen (bra: Os Cavaleiros do Apocalipse; prt: Cavaleiros do Apocalipse) é um filme canado-norte-americano de 2009, dos gêneros suspense e drama policial, realizado por Jonas Åkerlund e protagonizado por Dennis Quaid e Zhang Ziyi.

## Sinopse
Aidan Breslin é um detetive distanciado emocionalmente de seus dois filhos após a morte de sua esposa. Enquanto investiga uma série de crimes de rara violência, ele descobre uma terrível ligação entre ele próprio e os suspeitos de uma rede de assassinatos baseada nos quatro Cavaleiros do Apocalipse: guerra, fome, peste e morte.

## Elenco
- Dennis Quaid ... Aidan Breslin
- Ziyi Zhang ... Kristen
- Lou Taylor Pucci... Alex Breslin
- Clifton Collins Jr.... Stingray
- Barry Shabaka Henley... Tuck
- Patrick Fugit ... Corey
- Eric Balfour ... Taylor
- Paul Dooley ... padre Whiteleather
- Thomas Mitchell ... ladrão
- Liam James ... Sean Breslin
- Chelcie Ross ... policial Chief Krupa
- Manfred Maretzki... Bob
- Arne MacPherson ... Navratil
- David Dastmalchian... Terrence
- Peter Stormare ... David Spitz